# 曼谷BTS
曼谷大众运输系统（英語简称：BTS），又称 曼谷空铁、Sky Train。是一個位於泰國曼谷的公共運輸系統。

## 历史
建设曼谷大众运输系统的计划始于1980年代。最初的计划由于借鉴了由SNC-兰万灵支持建设的温哥华架空列车，被称为兰万灵空铁。在1990年早期，当局完成了部分基建工作，并在横跨昭拍耶河的桥梁中央预留了空间。然而，由于泰国当局选择采用兴建道路及高速公路的方式缓解拥塞，兰万灵空铁计划于1992年7月被取消。该计划下的路线最终由曼谷地铁兴建，且大部分位于地下。预留的高架桥将在未来被用于曼谷地铁紫线。
另一次相关计划是曼谷高架道路及铁路系统（BERTS），由香港合和實業投資，但受亞洲金融風暴影響，在1998年仅完成了10%便陷入停滞。
兰万灵计划受挫后，曼谷市長Chamlong Srimuang寻求沿素坤逸路及是隆路修建一条支线，其助手Kritsada Arunwong na Ayutthaya与曼谷当局的团队成功得到了私人投资。在黄创山建立的曼谷运输系统公司（BTSC）投资下，该支线项目升格为大规模运输线路。
西门子和本地承包商共同参与了修建。媒体沿用了兰万灵计划中的“空铁”（skytrain）称呼。
最初，空铁的停车场计划修建在伦披尼公园地下，但由于受到公众的大规模反对，改建在拍凤裕庭路的旧公交客运站处。新的车场位于慕七车站旁，集合了客运站和停泊换車等功能，并可换乘曼谷地铁。
1999年12月5日，诗琳通公主主持开通了空铁系统。最初的客流量不及预期，每日仅有20万人次，车票的收入只能维持日常营运，无法用于偿还建设的贷款。但此后空铁的客流量稳定成长，并在2005年12月9日首次达到日客流量50万人次，2012年9月首次达到60万人次，并在2013年一个平常的工作日突破65万人次。2013年12月22日，空铁系统的客流量伴随着一次大规模的反政府示威达到了76万人次。空铁系统现在有51列4卡列车。
- 在昭拍耶河桥中央的预留空间未来将用于曼谷地铁紫线
- BERTS计划搁浅后废弃的桥墩
- 位于慕七车站的空铁和汽车停车场

## 车站设计

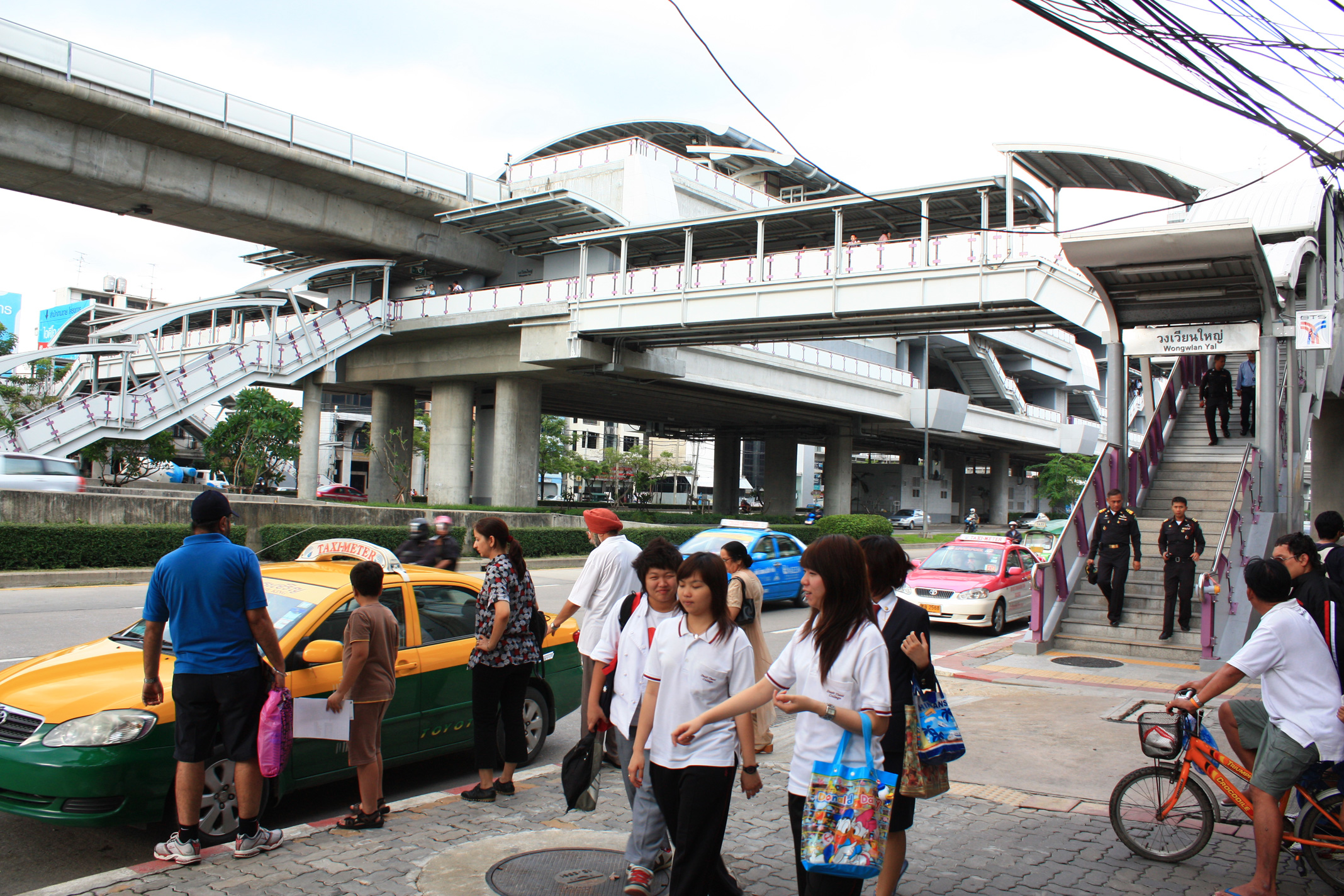
大罗斗圈站外观

空铁系统的所有车站都包含地面层与两个高架层，各层间以楼梯或自动扶梯连接。除暹罗站和三榕站使用岛式站台，所有车站均采用侧式站台设计。此外，大多数车站还设有升降机或坡道以供轮椅使用。此外，许多车站设有空中天桥（Skybridges），连接车站与附近区域。
车站的站台可供6节列车停靠，地面上设有对应车门的标志。然而，空铁系统迄今仅采用4节列车运营。半高屏蔽门于2014年被安装在部分车站，并将在未来推广至全线。
空铁乘客在沙拉铃车站、阿速车站和慕七车站可换搭曼谷地铁，在郑皇桥车站可换搭昭拍耶快船。

## 車站及路線
在开通之时，曼谷空铁两条路线共有23个车站。在进行延长工程后，目前共有63个车站。曼谷旅客捷運金線亦由BTS集團控股營運

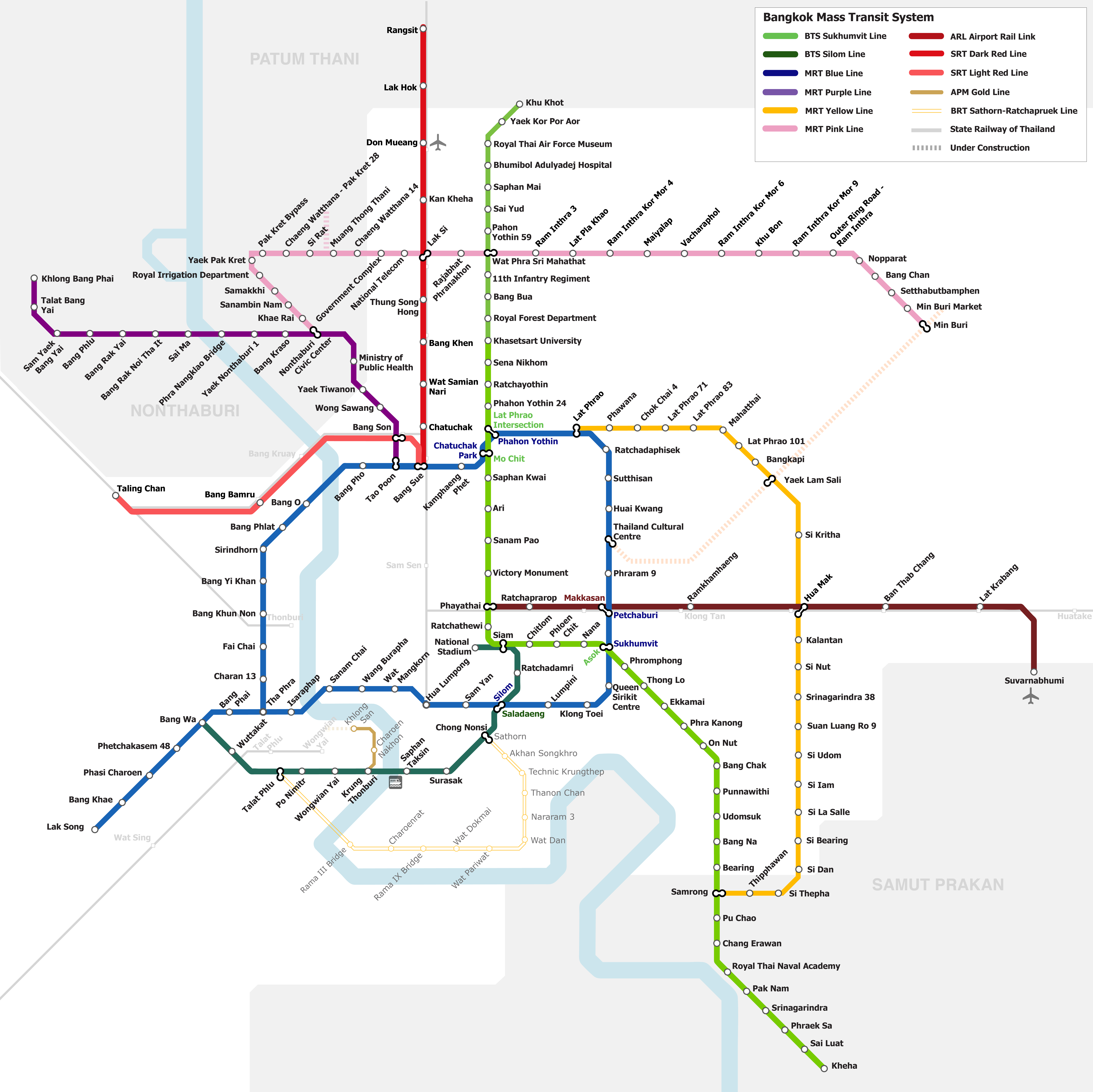
曼谷城市轨道交通线网地图

| 线路             | 车站数 | 总长度 （公里） | 总长度 （英里） | 行驶区间            | 日客流量 | 开通时间 | 开通时间 |
| 线路             | 车站数 | 总长度 （公里） | 总长度 （英里） | 行驶区间            | 日客流量 | 投入營運 | 最近延長 |
| ---------------- | ------ | --------------- | --------------- | ------------------- | -------- | -------- | -------- |
| 素坤逸線         | 47     | 53.58           | 33.29           | 窟口 ↔ 凱哈         |          | 1999     | 2020     |
| 是隆線           | 13     | 14.67           | 9.12            | 國家運動場 ↔ 曼瓦   |          | 1999     | 2013     |
| 曼谷旅客捷運金線 | 3      | 1.72            | 1.07            | 吞武里城站 ↔ 空訕站 |          | 2020     |          |
| 總計             | 63     | 69.97           | 43.48           |                     | 900,000  |          |          |

## 线路延伸

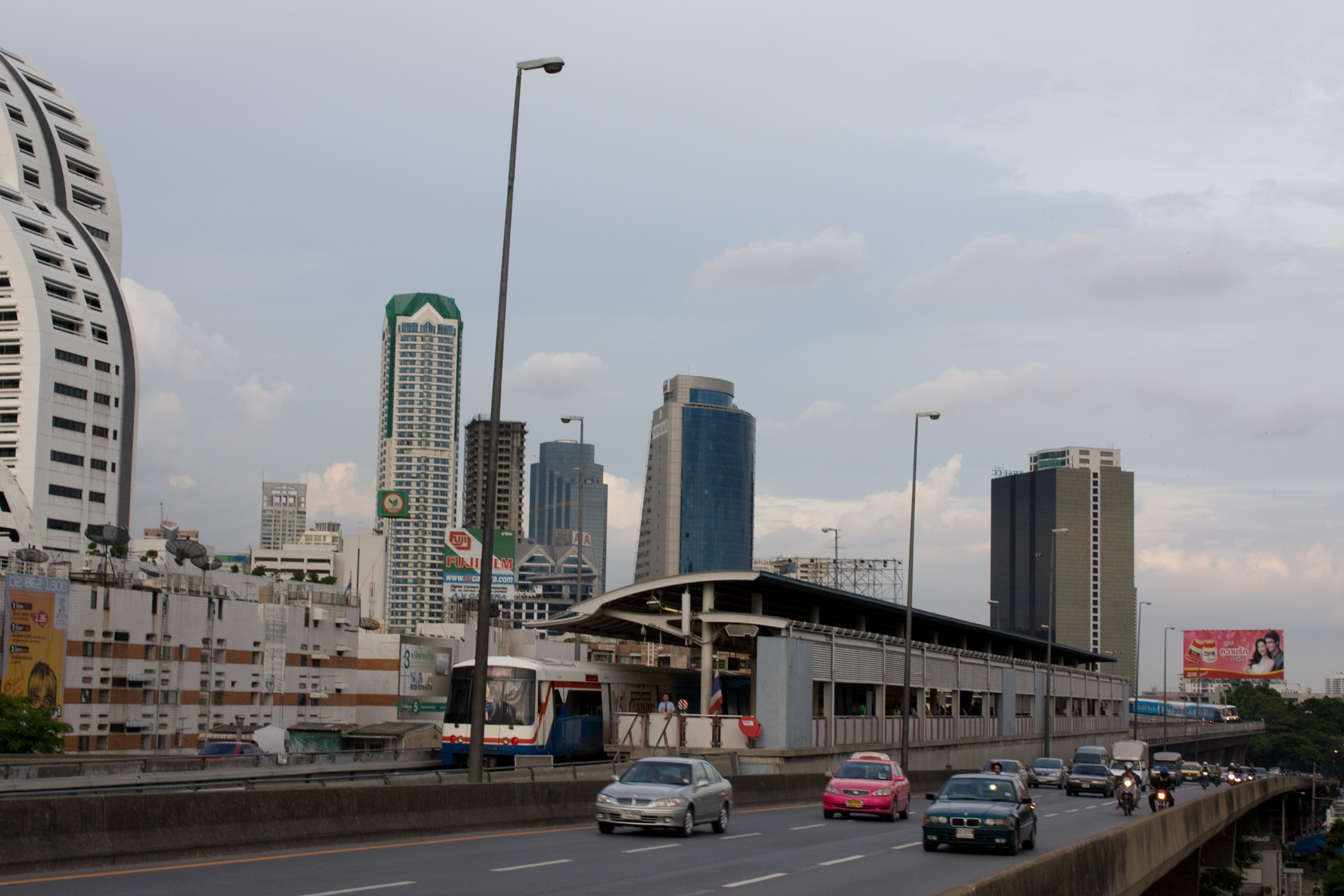
郑皇桥站仅有一侧轨道和站台 成为线路瓶颈

### 第一次延伸：是隆线
2005年10月18日，在未得到中央政府的批准下，曼谷市政府决定投资将是隆线向南延伸2.2千米至大罗斗圈站。工程于2005年12月启动，原计划在两年内完工，但信号系统的招标及安装工作延误了有关计划，延伸路线直到2009年5月15日才正式开通。原本设计为临时终点站的郑皇桥车站仅有一条轨道，在延伸后成为全线瓶颈,曼谷当局在2012年曾宣布过拆除该车站的计划。

### 第二次延伸：素坤逸線
2006年8月，当局开始将素坤逸線由翁聿車站延伸至北寧車站再次由曼谷市政府出资，计划在2009年中期开通。然而，电力和信号系统的招标及安装工作造成了两年的延迟。有报导指出此次延迟是市政府高级官员担心差错而故意拖慢进程导致的。
处于对线路延迟开通的补偿，自2011年8月12日正式开通到2011年底，延伸的路段可免费搭乘。此后，该路段的费用以低于其他路段的费用收取。

### 第三次延伸：是隆线
2012年第二季度，由大罗斗圈车站到 曼瓦的延伸线路开始修建。由于之前已预留了高架桥，只有车站需要新建，故原计划于2012年底前便可完成，然而2011年泰国水灾再次延缓了线路的开通。2013年1月，菩尼密站开通，1个月后哒叻普站开通，同年12月剩余的两个车站开通。
由于哒叻普站没有折返线，在2013年12月前，前往此站的乘客需要在大罗斗圈车站换乘接驳列车。

### 第四次延伸：素坤逸線
2012年4月，由北寧車站往北榄房屋管理局站的延伸工程启动，于2017年前已经完工。由于已超出曼谷范围，由泰国地铁局出资兴建。
- 1999年12月5日，开通了2条约55公里的独立路线，素坤逸线（莫奇－安努）及是隆线（国家运动场－郑王桥）。
- 2009年5月15日，是隆线延线（郑王桥－大籮圈）開通。
- 2011年8月12日，素坤逸线延线（安努－北寧）开通。
- 2013年1月12日，是隆線延線（大籮圈－菩妮密）開通。
- 2013年2月14日，是隆線延線（菩尼密－噠叻普）開通。
- 2013年12月5日，是隆線延線（噠叻普－曼瓦）開通。
- 2017年4月3日，素坤逸线延线三龙站開通。
- 2018年12月6日，素坤逸线延线Kheha BTS Station （页面存档备份，存于）開通。
- 2020年12月16日，素坤逸线延线至窟口車站通車，

## 列車
採用第三軌供電的直流750伏特電動列車，首批由德國西門子公司製造的空調列車，共有35輛。德製列车均为四節車廂組成，每列車廂可容納1,000名乘客。車廂約闊3.2公尺，長21.8公尺。由于乘客量上升、中泰关系日趋友好及中国製列车价格相对低廉，2010年已引入由中國長春軌道客車股份有限公司製造列車，共有48輛。

### 西門子列車
- 曼谷大眾運輸系統A型電聯車
- 曼谷大眾運輸系統A2型電聯車

### 中國中車長客列車
- 曼谷大眾運輸系統B型電聯車
- 曼谷大眾運輸系統B3型電聯車

### 列車相片
- 一列西门子产列车停靠在鄭皇橋車站
- 西门子产列车内部
- 一列长客产列车停靠在國家運動場車站
- 一輛新的西門子列車(2016年製造)
- 西門子列車內部(2016年製造)
- 一列长客产列车

## 換乘計劃
曼谷大眾運輸系統的乘客可以在「暹罗车站」進行同台換乘；另外在：「沙拉铃车站」「莫奇车站」及「亚素车站」，乘客可換乘曼谷地下铁路。可以在帕亚泰车站换乘蘇凡納布機場捷運。世隆线前往哒叻普车站的乘客必须在大箩圈车站下车，下楼至站厅层再走过对面上楼至另一端站台换乘六节编组列车。

## 免費接駁公共汽車
曼谷大眾運輸系統的乘客可以在每日早上6時至晚上10時30分，免費搭乘6條接駁公共汽車路線到目的地：
- 莫奇-农业大学（Mo Chit-Kasertsart University）
- 素拉盛-大箩圈（Surasak-Wongwian Yai）
- 亿甲迈-空丹（Ekkamai-Klongton）
- 通罗-蓬鵬（Thong Lo-Plom phong）
- 安努（On Nut）- Central City Bangna
- 安努（On Nut）- All Seasons Place

## 票務

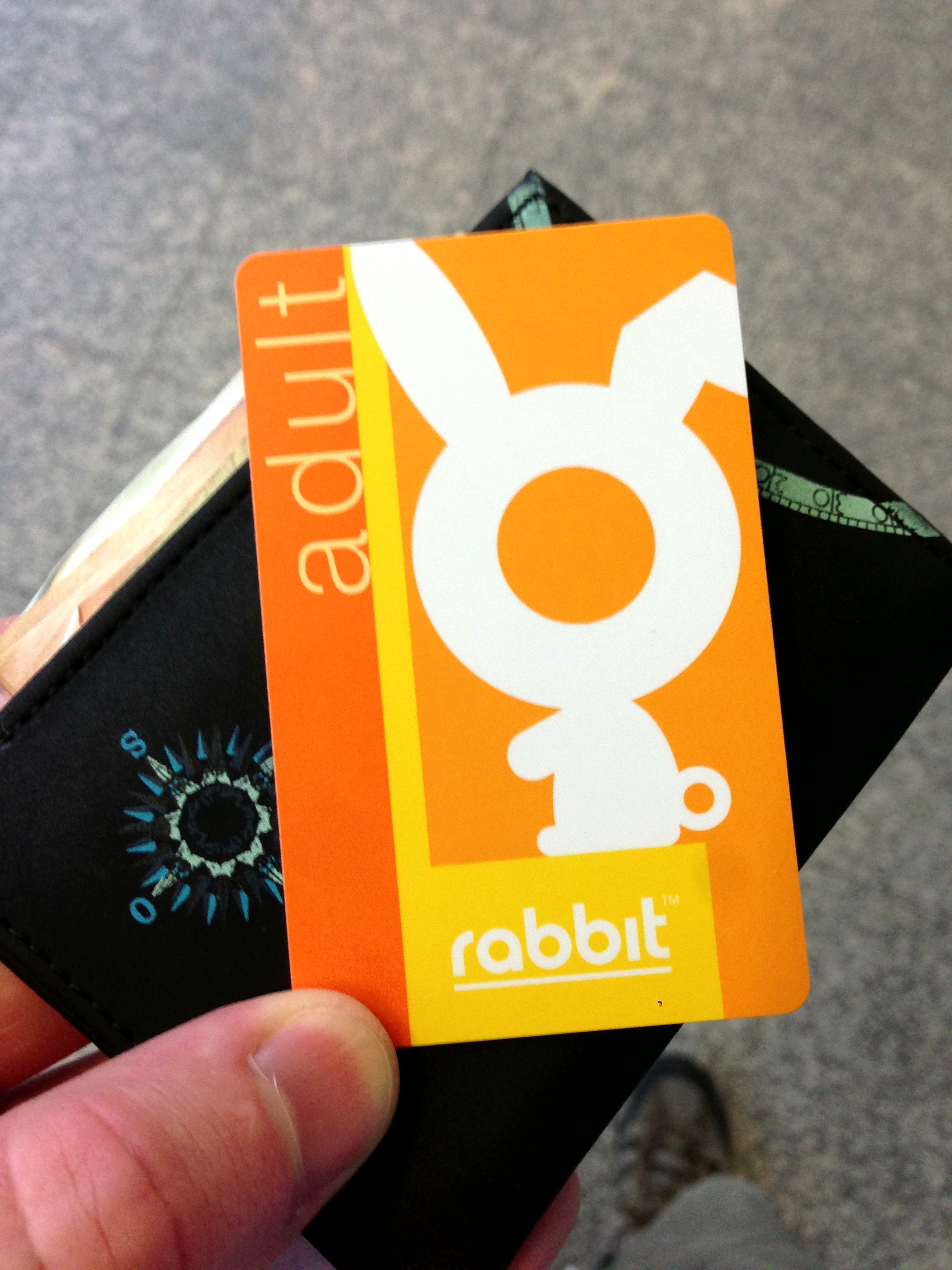
成人兔子卡

曼谷空铁的价格按照距离计算,由15泰铢至57泰铢不等，车票包含了单程票、一日票及储值卡，除以上3款外，还接受旧有的SmartPass智能卡。乘客入闸后限在付费区停留120分钟，超出者按照现行最高票价罚款。

### 单程票
单程票在自动售票机处出售，于购买当天有效，出闸时回收。

### 一日票
一日票于购票当天有效，可用于无限次搭乘曼谷天鐵，售价150泰铢。

### 储值卡
2012年5月，新款储值卡Rabbit Card发行，取代了原有的智能卡（SmartPass）。新的储值卡除曼谷空铁及曼谷快速公交系统外，还能用于在麦当劳，汉堡王，星巴克等地消费。
目前，曼谷地铁不能使用兔子卡，通勤者往往需要携带多张储值卡，这一状况在蜘蛛卡（Mangmoom Card）发行后将得以改善。当局原计划在2016年8月推出蜘蛛卡，但交通部门以系统间协调为由多次推迟到了2018年中，並於啟用初期不支援曼谷大眾運輸系統及曼谷地鐵。

### 智能卡（SmartPass）（已停止發行）
原BTS SmartPass智能卡之30天固定行程數於2012年4月23日起停止發行，2012年5月1日起停止發行SmartPass智能卡之儲值版。兩款SmartPass智能卡現在仍可使用，使用方法與Rabbit Card相同。

## 图集

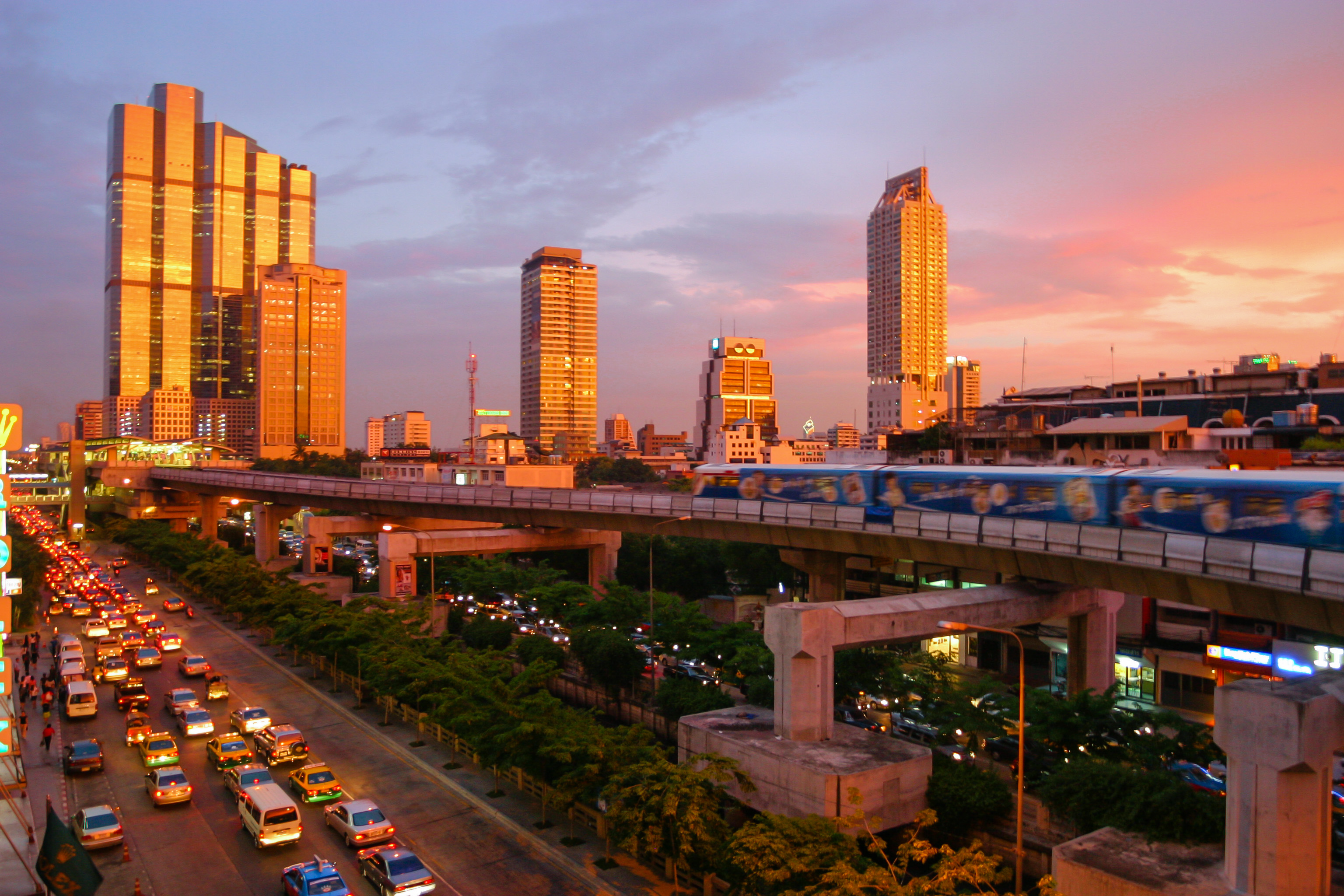
曼谷大眾運輸系統
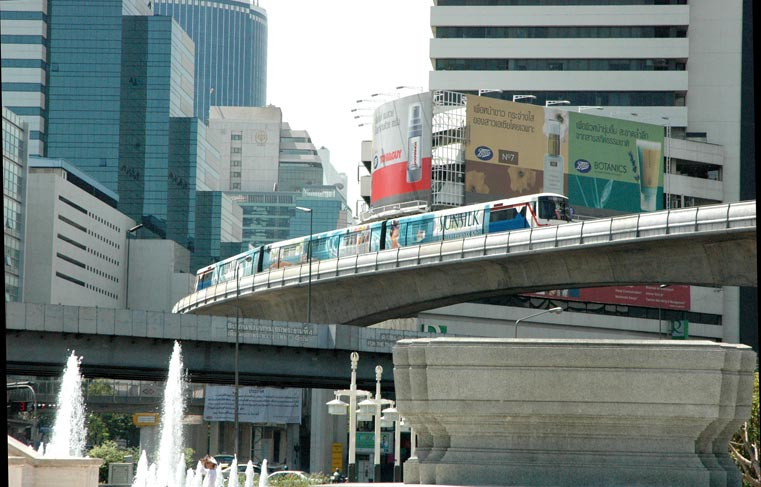
沙拉岭车站附近
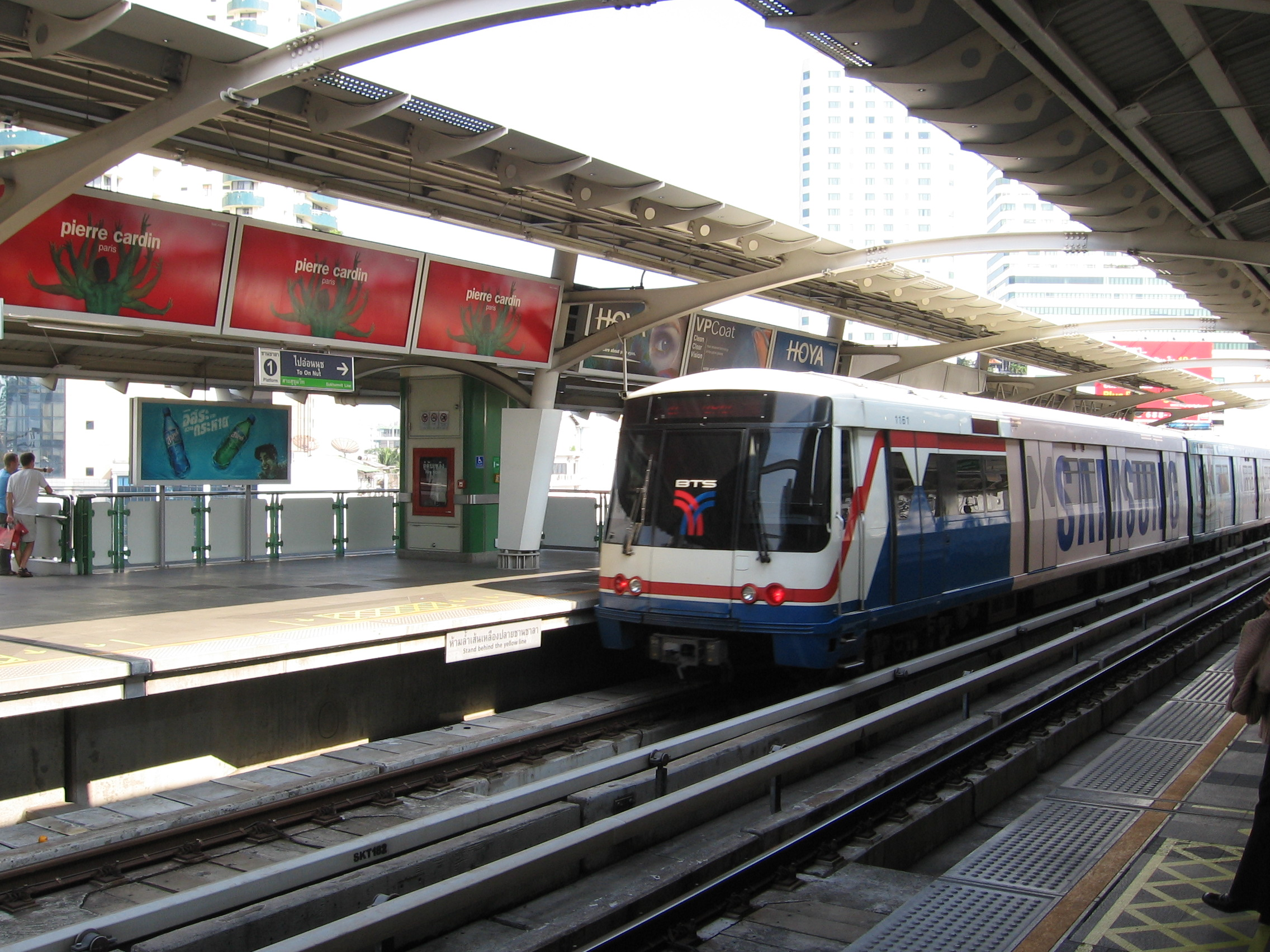
亚素车站的月台
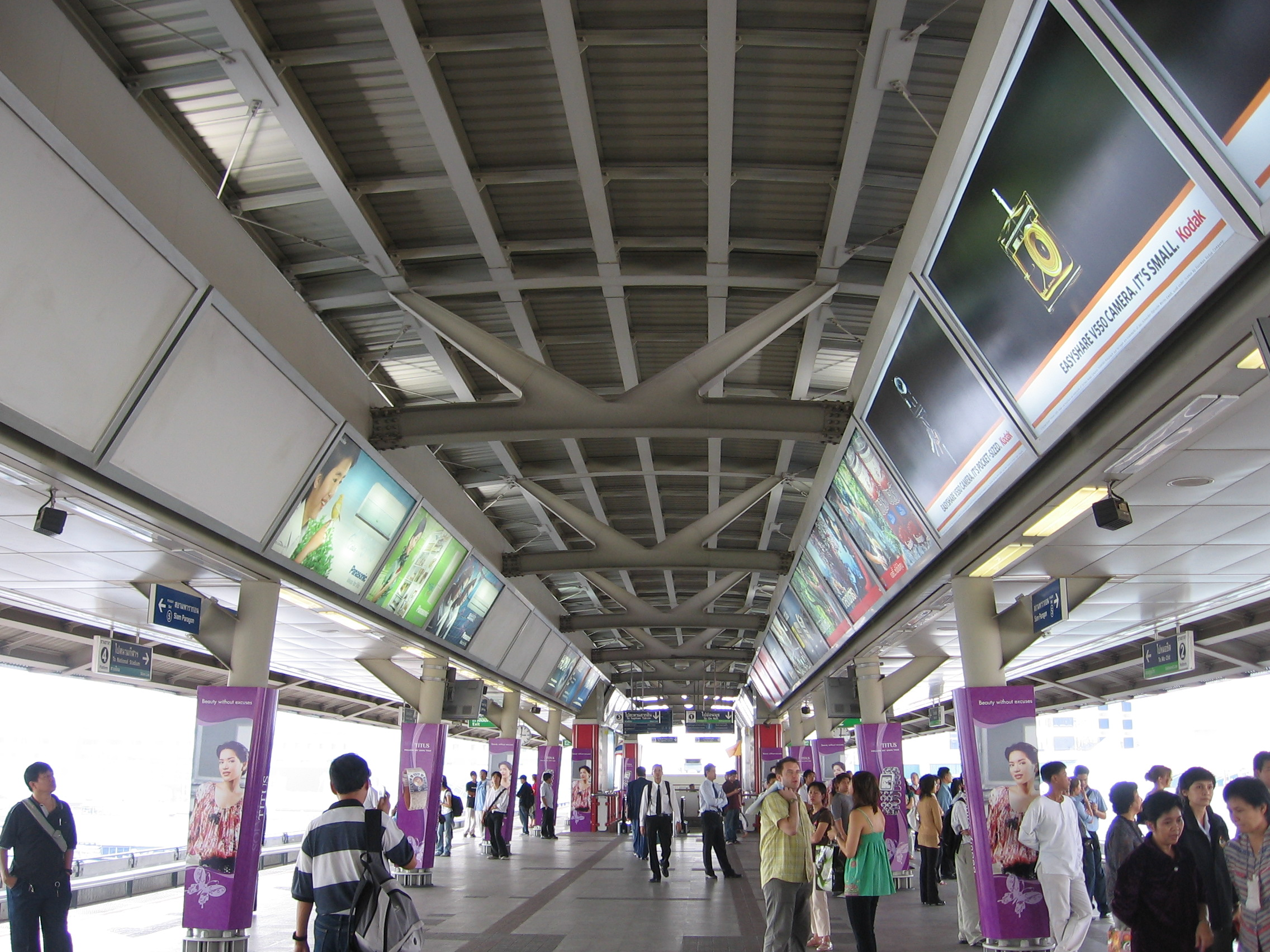
暹羅車站
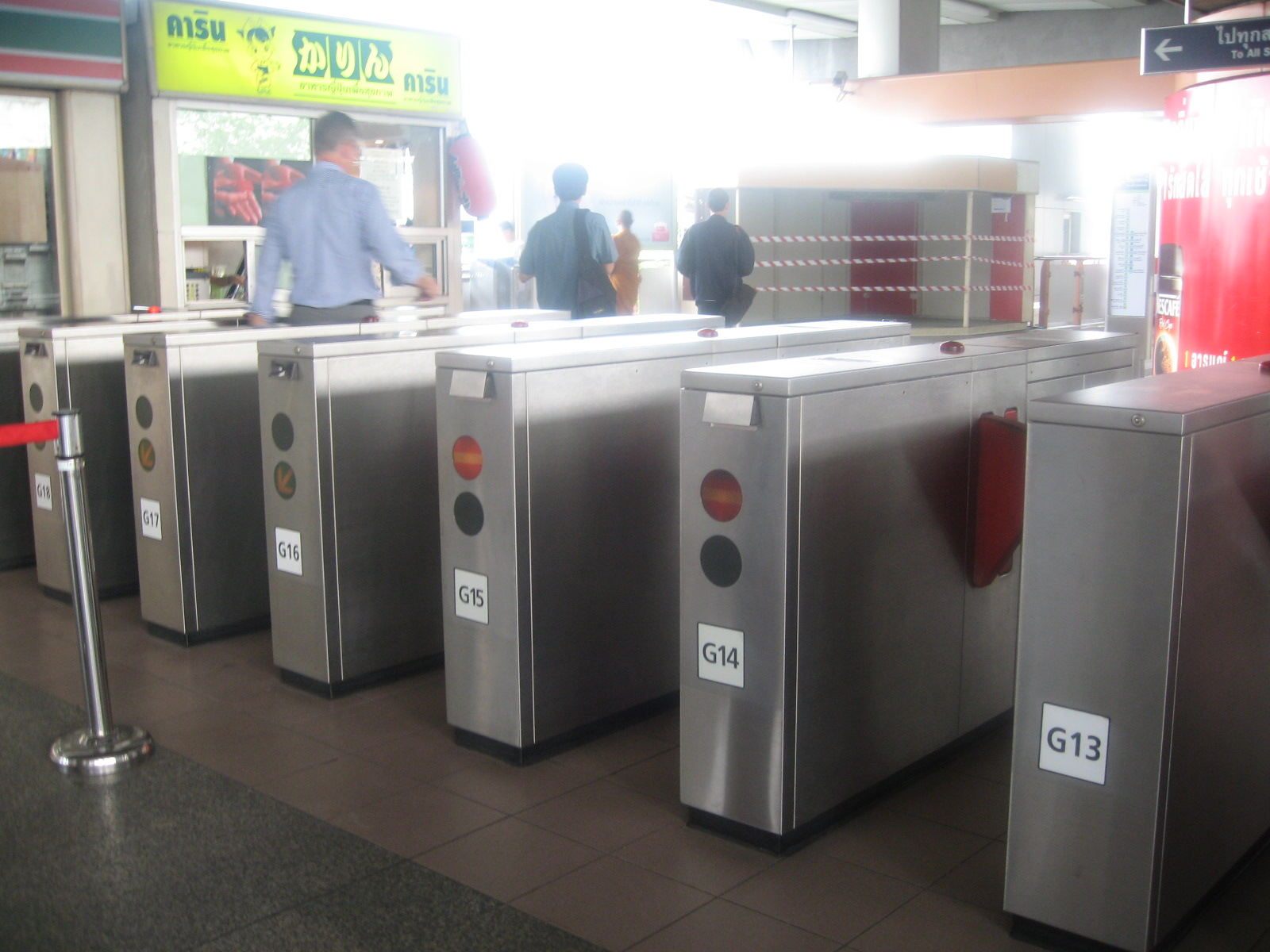
自動檢票口
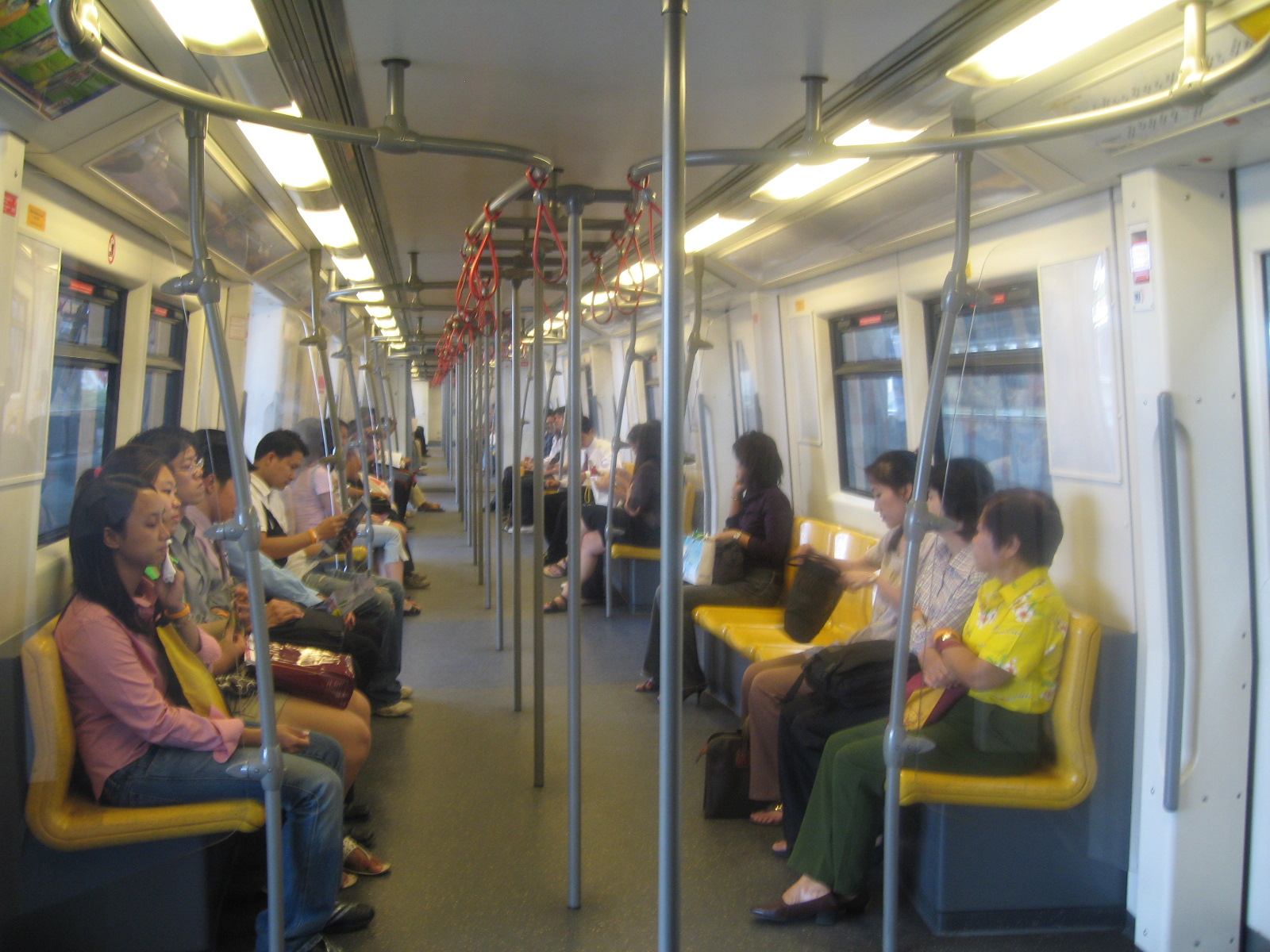
车厢内部
曼谷大眾運輸系統及曼谷地鐵的未來規劃

## 外部連結
- 曼谷大眾運輸系統公眾公司官方網站 （页面存档备份，存于）
- 曼谷地下鐵路公眾公司官方網站 （页面存档备份，存于）
- 皇家泰國鐵路的官方網站 （页面存档备份，存于）
- 曼谷BTS各站泰語發音(Sukhumvit Line) （页面存档备份，存于）
- 曼谷BTS各站泰語發音(Silom Line) （页面存档备份，存于）
- 曼谷BTS价格表